# Dobravica, Šentjernej
Dobravica je naselje v Občini Šentjernej.